# Downey (California)
Downey è una città degli Stati Uniti d'America. Si trova nella Contea di Los Angeles, nella California, a circa 20 km dal centro di Los Angeles. Nel 2000, contava 107 323 abitanti.

## Storia
Abitata dai Tongva prima dell'arrivo degli spagnoli, la zona in cui oggi sorge Downey fu ufficialmente acquisita dagli europei nel 1771. Nel 1810 Antonio Lugo, futuro sindaco di Los Angeles, ottenne un'area di quasi trentamila acri, che comprendeva l'attuale territorio di Downey.
La cittadina però fu fondata solo dopo il 1848, quando gli Stati Uniti conquistarono la California. Il nome è dedicato a John Gately Downey, governatore dello stato durante la guerra di secessione americana. Nel 1956 Downey fu riconosciuta come città.